# Шоу-бизнес

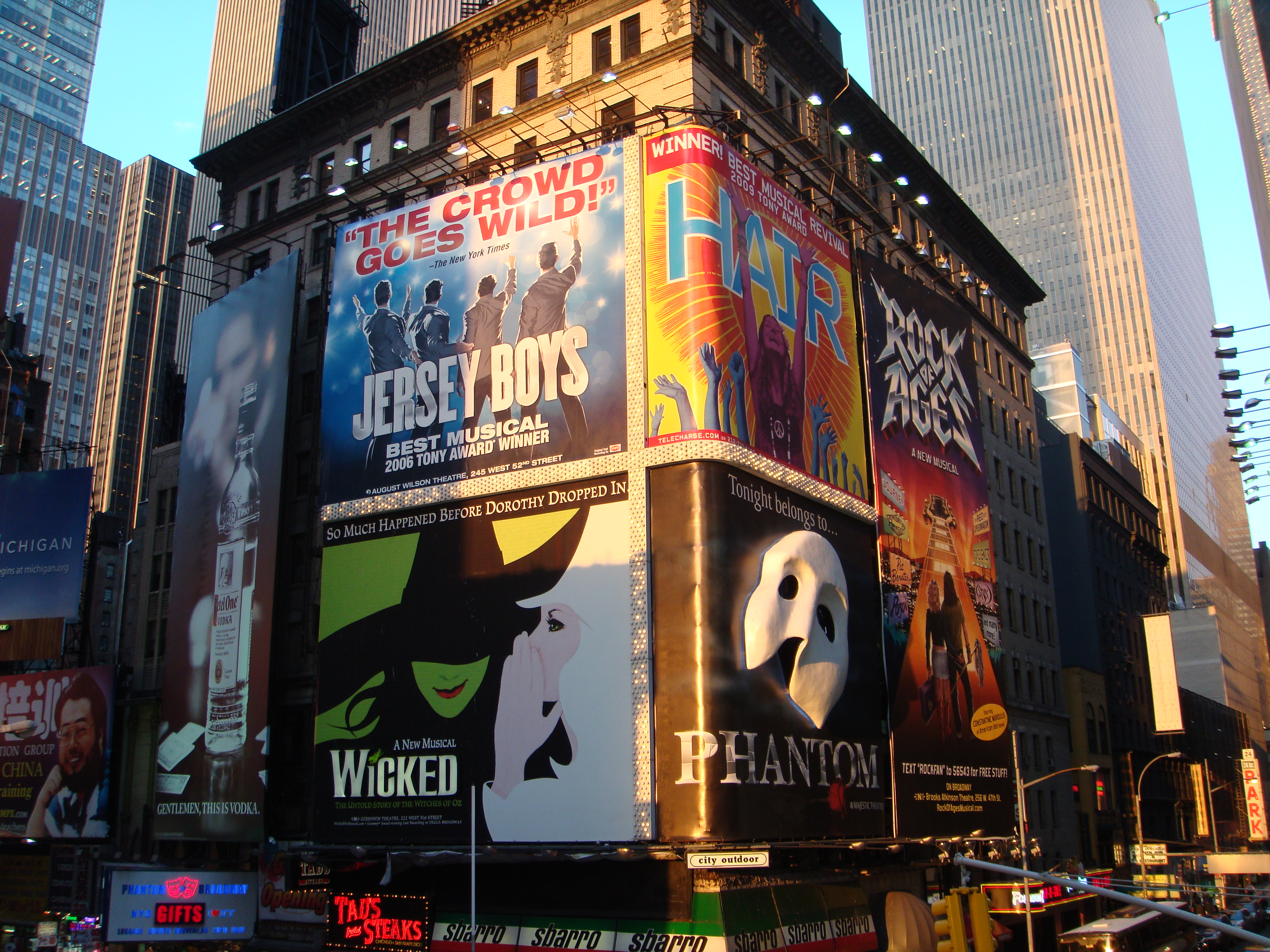
Реклама мюзиклов в Театральном квартале Манхэттена. Бродвейский театр, как и голливудское кино, оказал огромное влияние на формирование сегодняшней массовой культуры.

Шо́у-би́знес (англ. Show business), Организация зрелища — коммерческая деятельность в сфере (индустрии) представлений и развлечений. 
Термин «шоу-бизнес» применяется:
- к предприятиям (компаниям), занимающимся производством и распространением аудио- и видеопродукции, преимущественно развлекательного контента;
- к артистам или некоторым спортсменам (например, Конор Макгрегор, Криштиану Роналду и другие)
- к таким сферам развлечений, как кино, театр, музыка, телевидение и другим, извлекающим, кроме всего прочего, финансовую выгоду из своей деятельности.

Шоумен — руководитель (участник) шоу-бизнеса.

## Общая характеристика
Шоу-бизнес стал «зрелищем для всего народа» на Западе лишь в XX веке с появлением сперва звукозаписывающих устройств и радио, а затем кино и телевидения. Для удовлетворения вкусов «массовой публики» изыскиваются все новые способы развлечения. Современный шоу-бизнес связан, прежде всего, с молодежной культурой. Шоу-бизнес основан на эксплуатации популярности «раскрученных» исполнителей и артистов («звезд»). Их доходы могут быть огромными.  
Шоу-бизнес требует требует очень больших затрат на рекламу, поэтому в этой отрасли рынок поделен между небольшим количеством крупных компаний. Так, в мировой индустрии звукозаписи доминирует «Большая тройка лейблов звукозаписи» (Sony, Universal, Warner). 
Большой проблемой для шоу-бизнеса являются нарушения авторского права на аудио- и видеозаписи, что стало значительно более распространенным с появлением Интернета.

## Самые высокооплачиваемые деятели мирового шоу-бизнеса
По данным Forbes, десятью самыми высокооплачиваемыми деятелями мирового шоу-бизнеса в 2021 году были:
- кинорежиссер Питер Джексон — $580 млн;
- музыкант Брюс Спрингстин — $435 млн;
- рэпер Jay-Z — $340 млн;
- актер Дуэйн Джонсон — $270 млн;
- рэпер Канье Уест — $235 млн;
- создатели мультсериала «Южный парк» Трей Паркер и Мэтт Стоун — $210 млн;
- музыкант Пол Саймон — $200 млн;
- актер и кинорежиссер Тайлер Перри — $165 млн;
- певец Райан Теддер — $160 млн;
- музыкант и поэт Боб Дилан — $130 млн.